# Каменка (Плюсский район)
Каменка — деревня в Плюсском районе Псковской области России. Входит в состав Лядской волости.
Расположена у побережья реки Дряжна (притока Плюссы), в 37 км к западу от райцентра Плюсса, в 10 км к югу от волостного центра Ляды и в 3 км к юго-востоку от деревни Лосицы

## Население
Численность населения деревни на 2000 год составляла 7 человек, по переписи 2002 года — 8 человек.

## История
До 1 января 2006 года деревня входила в состав ныне упразднённой Лосицкой волости.